# Wildbergerhütte

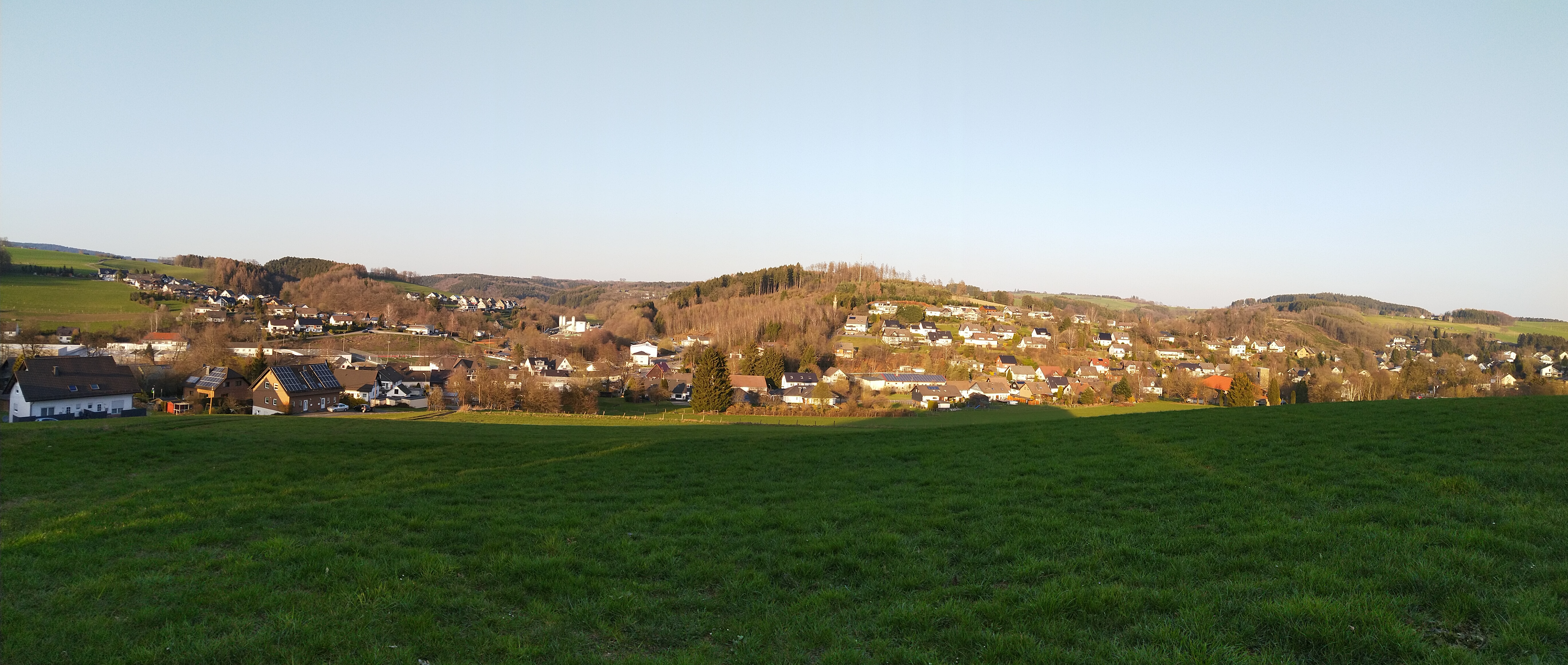
Panoramablick über Wildbergerhütte (April 2019)

Wildbergerhütte ist eine von 106 Ortschaften der Gemeinde Reichshof im Oberbergischen Kreis im nordrhein-westfälischen Regierungsbezirk Köln in Deutschland.

## Lage und Beschreibung
Wildbergerhütte liegt im Südosten des Bundeslandes Nordrhein-Westfalen, im Oberbergischen Kreis. Der Ort liegt im Naturpark Bergisches Land und ist umgeben von der Wiehltalsperre im Westen und der direkt anliegenden Grenze zu Rheinland-Pfalz mit dem Quellgebiet der Bigge im Süden. Wildbergerhütte verfügt über eine sehr gute Anbindung zur etwa 10 Minuten entfernten Autobahn A4 und damit Richtung Köln und Olpe sowie dem Autobahnkreuz Olpe-Süd und der A 45 Richtung Frankfurt am Main und Dortmund.

## Geschichte
Da es bereits um 1600 eine Schmelzhütte in Heidberg gab, ist anzunehmen, dass die erste Hütte für den Grubenbetrieb in Wildberg an dem Ort, wo sich heute Wildbergerhütte befindet, um die gleiche Zeit entstanden ist. Daher lässt sich der Name Wildbergerhütte sehr einfach erklären. Später wurde diese Hütte modernisiert und technisch auf den neuesten Stand gebracht. Sie befand sich auf dem Gelände der heutigen Firma Wessel-Werk. Das heutige Ehrenmal für die Gefallenen war der Schornstein dieser Hütte, er soll doppelt so hoch gewesen sein. Später lohnte es sich nicht mehr, diese Hütte zu betreiben. Das Erz wurde in fremden Hütten geschmolzen. Der Grubenbetrieb in Wildberg wurde schließlich ebenfalls eingestellt und das Gelände 1911 zwangsversteigert.
1866 wurde Wildbergerhütte zu einer Poststation mit täglicher Personenpost nach Eckenhagen und Wissen. Die Telegrafenbetriebsstelle wurde am 1. Oktober 1878 eingerichtet. Die Post war bis 1922 Amt, dann Agentur und am 1. Juli 1940 wieder Postamt. Seit November 2004 befindet sich die Post als Agentur im Kaufhaus Schmalenbach.
Am 31. Oktober 1910 wurde die Bahnstrecke Brüchermühle–Wildbergerhütte eröffnet, die an die Wiehltalbahn anschloss. 1910/1911 wurden in Wildbergerhütte bereits mehr als 6.000 Fahrkarten verkauft, 1940 waren es schon mehr als 16.000. Die Strecke sollte ursprünglich bis Rothemühle weitergeführt werden. Im Ortsbereich ging die Trasse bis Ortsausgang Richtung Nosbach, es waren bereits zwei Brücken gebaut. Der Erste Weltkrieg hat den Weiterbau vermutlich verhindert. Gegen Ende des Zweiten Weltkrieges war die Strecke oft Ziel von Luftangriffen. Die Brücke bei Elbach wurde gesprengt und nach dem Krieg kurzfristig wieder aufgebaut. Dennoch ist auf dieser Strecke der Personenverkehr 1953 endgültig eingestellt worden. Die Brücken im Ortsbereich wurden ebenfalls entfernt.
Der Omnibusbetrieb wurde am 2. März 1925 auf der Strecke Eckenhagen – Wildbergerhütte – Waldbröl aufgenommen. Danach folgte die Strecke Wildbergerhütte – Rothemühle.
| Bevölkerungsentwicklung | Bevölkerungsentwicklung |
| Jahr                    | Einwohner               |
| ----------------------- | ----------------------- |
| 1991                    | 1.631                   |
| 2005                    | 1.824                   |
| 2008                    | 1.758                   |
| 2017                    | 1.594                   |
| 2018                    | 1.648                   |
| 2019                    | 1.598                   |

## Gewerbegebiet

### Siegener Straße
Abgelegen von den Wohngebieten liegt im Östlichen Teil des Ortes das Gewerbegebiet an der Siegener Straße. Neben der Tätigkeit der Unternehmen im Großhandel und der Gastronomie sind dort auch Gewerbe mit der Beschäftigung der Spulenwickeltechnik ansässig. Des Weiteren befinden sich dort Betonwerke und Hersteller, wie beispielsweise das Wessel-Werk.

## Sehenswürdigkeiten

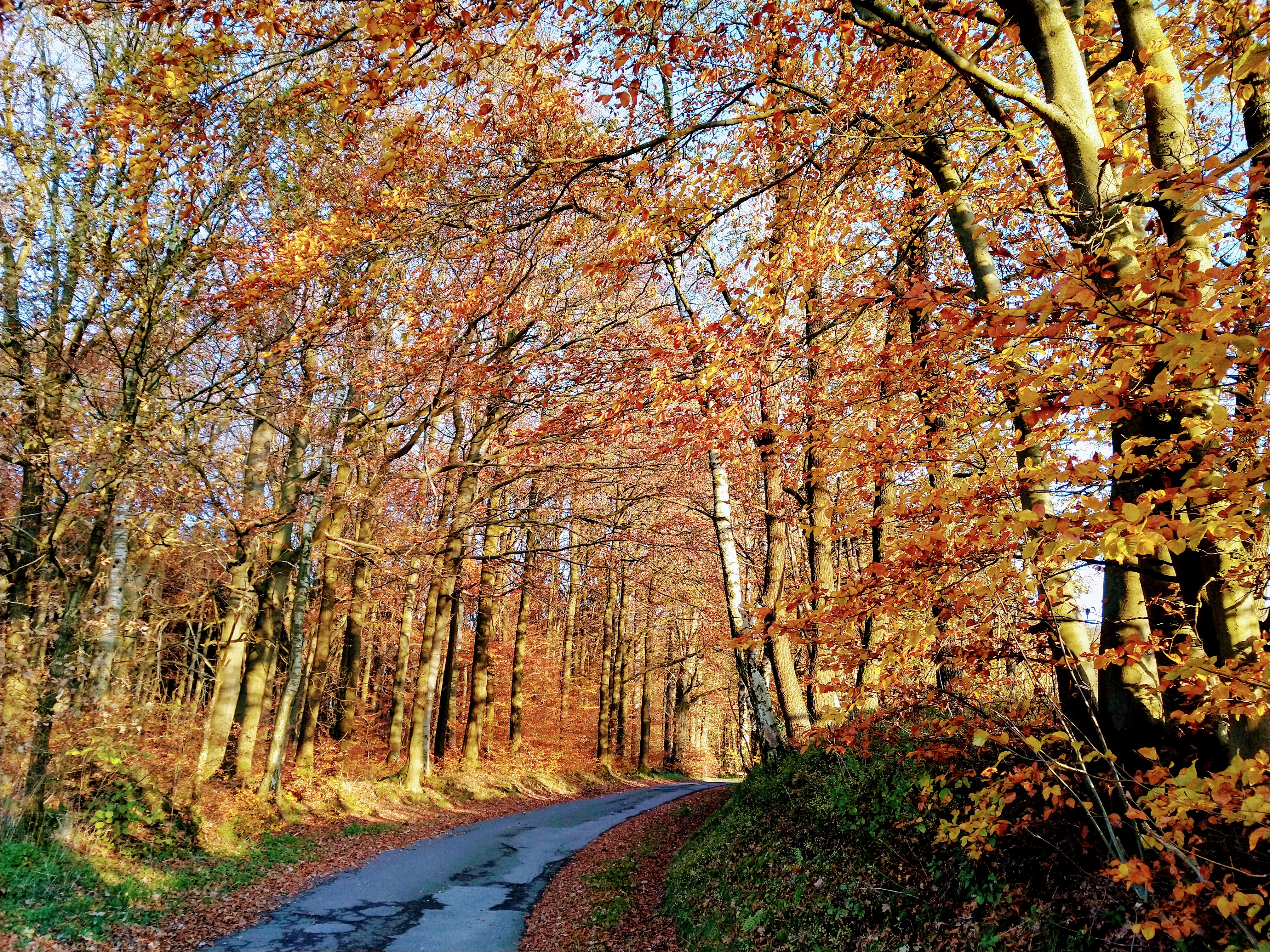
Wandergebiet Aubachtal im Herbst 2019

### Natürliche Sehenswürdigkeiten
- Femlinde im Ortsteil Frohnenberg. Das Alter wird auf ca. 850 Jahre geschätzt. Gerichtsstätte im Mittelalter.
- Wiehltalsperre, westlich von Wildbergerhütte mit der aus der TV Werbekampagne der Krombacher Brauerei bekannten Krombacher Insel.
- Wandergebiet Aubachtal, Erholungs- und Wandergebiet in Wildbergerhütte. Umgeben von Naturschutzgebieten.

### Gebäude/Denkmäler
- Der alte Schornstein des Pochwerks am Mühlenberg wurde zum Kriegerdenkmal für Gefallene des Ersten Weltkriegs umgestaltet.
- Katholische Kirche St. Bonifatius in der Crottorfer Straße.

## Gewässer

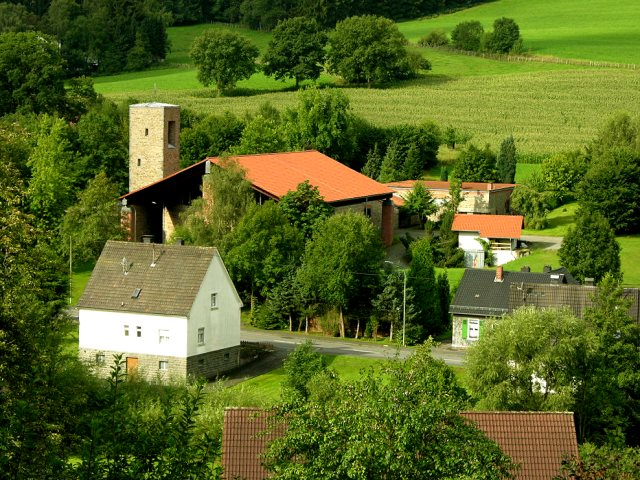
St. Bonifatius-Kirche

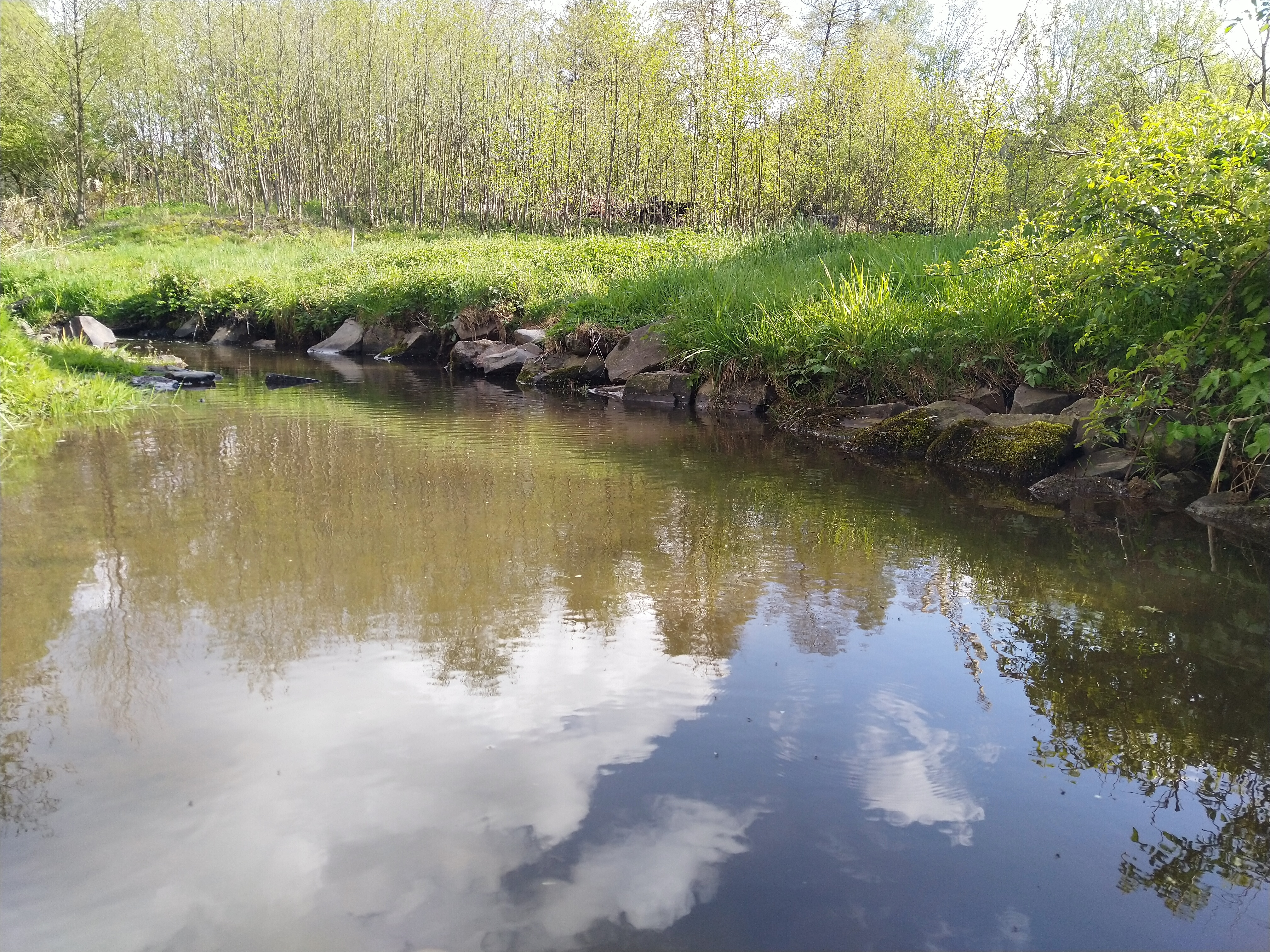
Aubach nahe dem Weiherdamm

Die Flüsse Aubach und Wiehl durchfließen das Ortszentrum von Wildbergerhütte, diese speisen etwa 1 km westlicher die Wiehltalsperre. Der Aubach erreicht Wildbergerhütte an der Crottorfer Straße aus Richtung Süden, später schwenkt er nach links und fließt entlang des Weiherdamms zum Ortszentrum. Die Wiehl fließt aus Richtung Nordosten direkt in die Ortsmitte von Wildbergerhütte.

## Kirchengemeinde
- Die katholische Kirche St. Bonifatius in Wildbergerhütte ist Anziehungspunkt nicht nur für Besuchergruppen oder Wanderer, sondern als Anschauungs- und Lehrbeispiel für moderne Sakralbaukunst auch für Architekturstudenten.

### Kirche St. Bonifatius
Die 1974–1981 von dem Kölner Architekten Heinz Bienefeld im postmodernen Stil errichtete Kirche St. Bonifatius gehört zu den bedeutendsten Kirchenneubauten Deutschlands. Errichtet in Form eines Oktogons, mit einem mächtigen, von sechs Stützen getragenen Dach, zeichnet sie sich durch das liebevoll aus heimischer Grauwacke und lokalen alten Ziegelsteinen in römischer Ordnung gestaltete Mauerwerk aus. Der oktogonale Innenraum wird von oben mild belichtet, leicht abfallendes Kopfsteinpflaster führt zu dem zentral gelegenen Altar.

## Freizeit

### Vereinswesen
- SSV Wildbergerhütte-Odenspiel e. V.
- MGV Glückauf-Sangeslust Wildbergerhütte
- Dorfgemeinschaft Wildbergerhütte-Bergerhof e. V.
- Seniorenclub Wildbergerhütte
- T.C. Wiehltal e. V.
- Musikzug-Bergerhof
- Tolle Elf KG Wildberg
- Judoclub Reichshof 02 e. V.

### Radwege
Von Wildbergerhütte aus starten zwei der vier themengebundenen Fahrradtouren der Gemeinde Reichshof. Die Tour de Wildbergerhütte ist mit 16 km Länge die kürzeste Route und ist mit 250 Höhenmetern auch für Anfänger geeignet. Die Tour de Reichshof führt nahezu einmal um die Grenzen der Gemeinde Reichshof und stellt mit 1000 Höhenmetern auch für Radrennfahrer eine interessante Herausforderung dar. Ausgangspunkt für beide Touren ist die Kreissparkasse Wildbergerhütte.

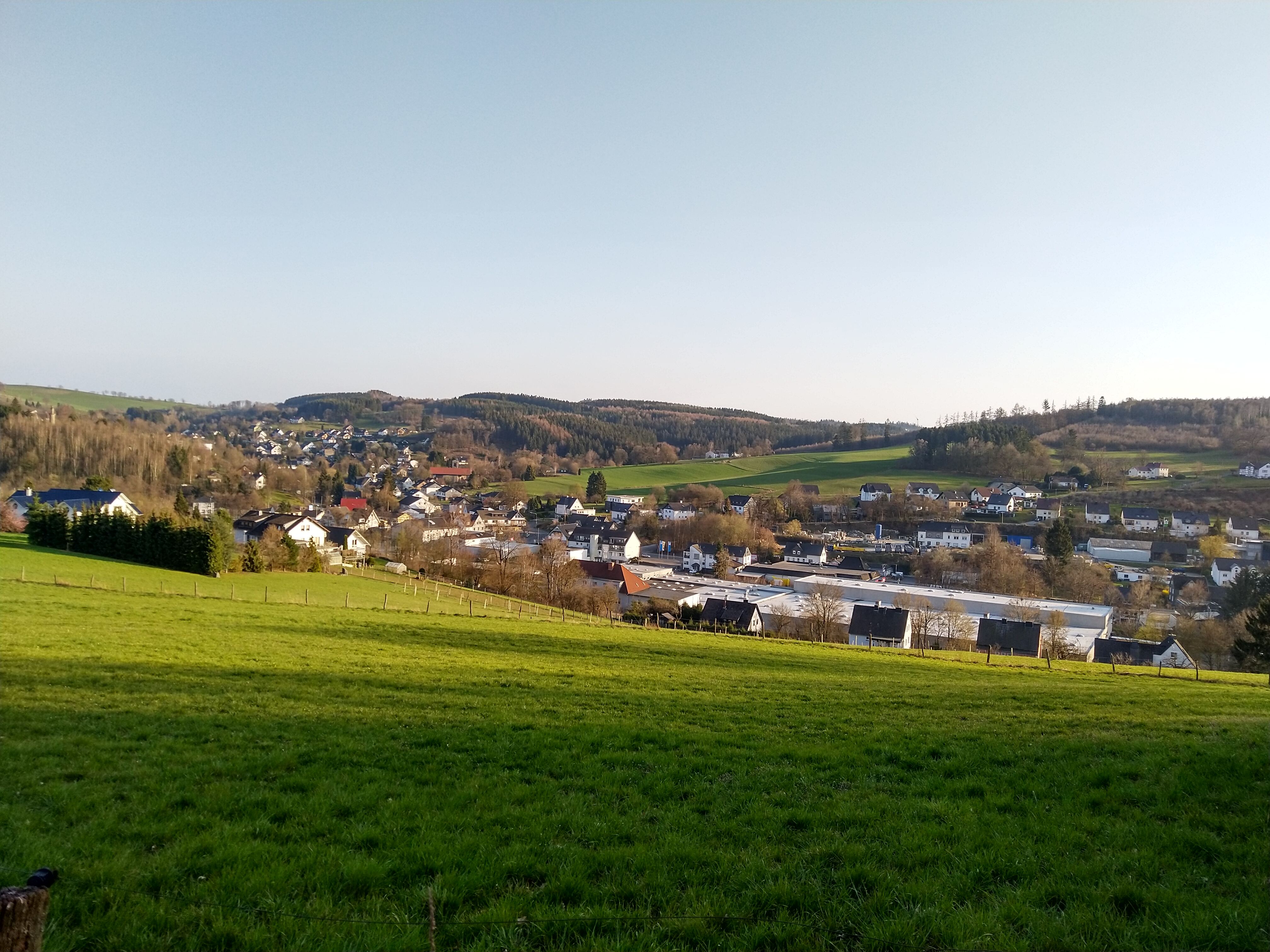
Wildbergerhütte im April 2019 (links Ortszentrum, rechts Wessel-Werk)

| Routen-Name             | Wegzeichen | Fahrstrecke | Weglänge |
| Tour de Wildbergerhütte |            | Nosbach – Hardt – Komp – Wiehl – Heidberg – Euel Hassel – Hamert – Wildbergerhütte                                                             | 16 km    |
| Tour de Reichshof       |            | Brüchermühle – Denklingen – Rölefeld – Remperg – Heikausen Pettseifen – Oberagger – Ersbach – Eckenhagen Blockhaus – Hespert – Wildbergerhütte | 50 km    |

### Kartbahn-Hahn Wildbergerhütte

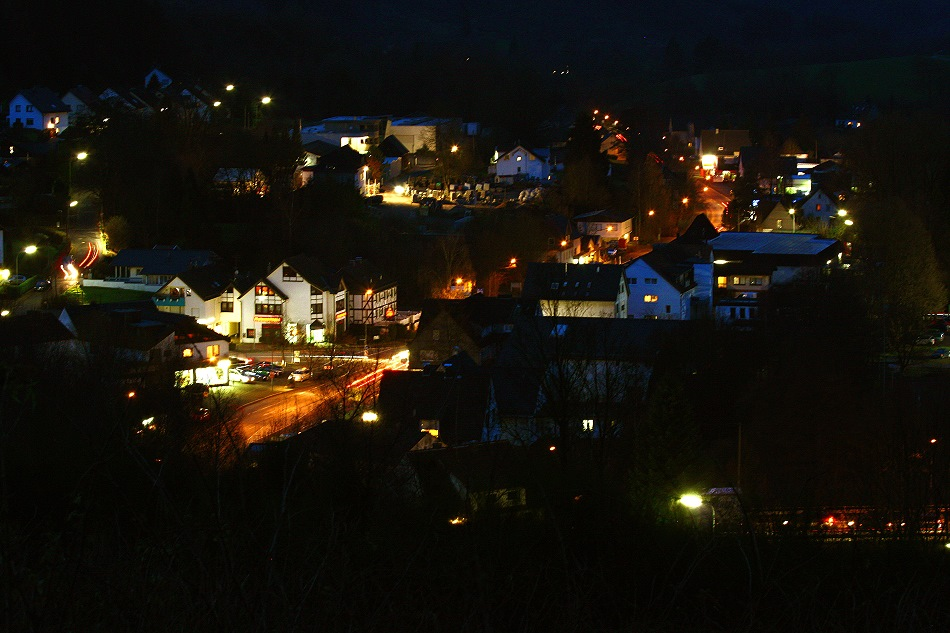
Ortszentrum von Wildbergerhütte bei Nacht

Die Outdoor-Kartbahn Hahn bei Wildbergerhütte, auch Kartring Oberberg genannt, hat eine Länge von 1000 m und ist eine der wenigen Kartbahnen mit deutlichem Höhenprofil.

### Schulen und Bildungseinrichtungen
- Gemeinschaftsgrundschule Wildbergerhütte – Regenbogenschule

### Infrastruktur
- Der Ort verfügt über zwei Supermärkte (Aldi Süd, Wildberger Str./ Rewe-Markt Siegener Str.)[3] zwei Ärzte, eine Tankstelle sowie verschiedene Geschäfte für den täglichen Bedarf (Metzgerei, Bürobedarf, Getränkemarkt, Weinhandel)

- Busverbindung nach Eckenhagen und Gummersbach (Richtung Köln) sowie Waldbröl mit der Linie 345.
- Darüber hinaus verfügt der Ort über eine sehr gute Anbindung zur etwa 10 Minuten entfernten Autobahn A4 und damit Richtung Köln und Olpe, sowie dem Autobahnkreuz Olpe-Süd und der A 45 Richtung Frankfurt am Main und Dortmund, dies macht die Lage auch besonders für die Industrie und den Großhandel attraktiv.

## Wildbergerhütte in Bildern

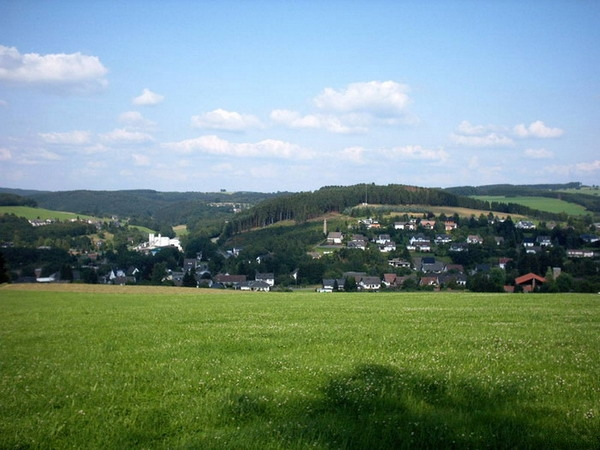
W.-Mühlenberg
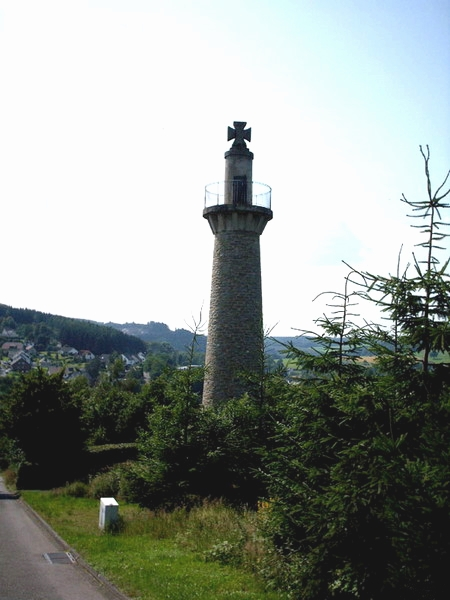
Kriegerdenkmal
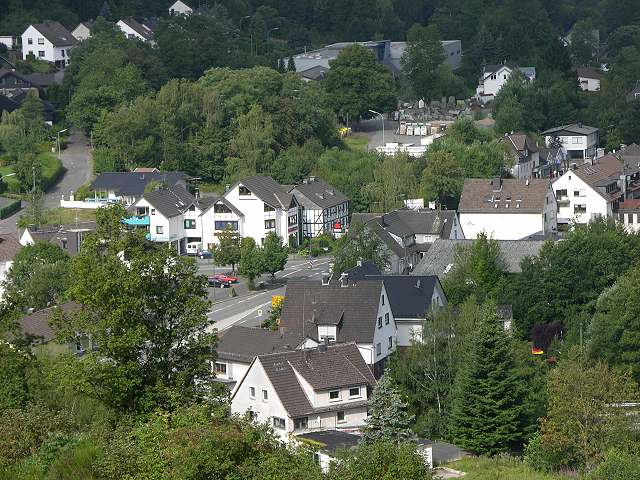
Zentrum
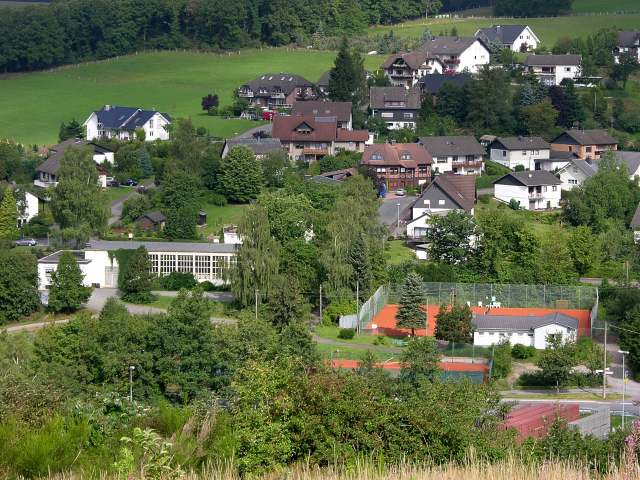
Sporthalle und Tennisplätze
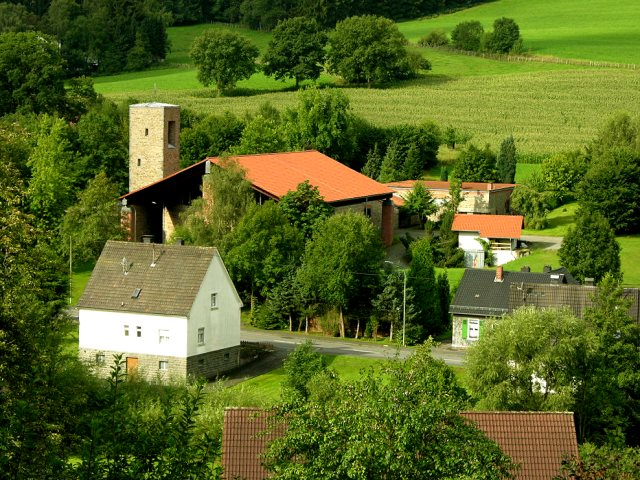
Kath. Kirche
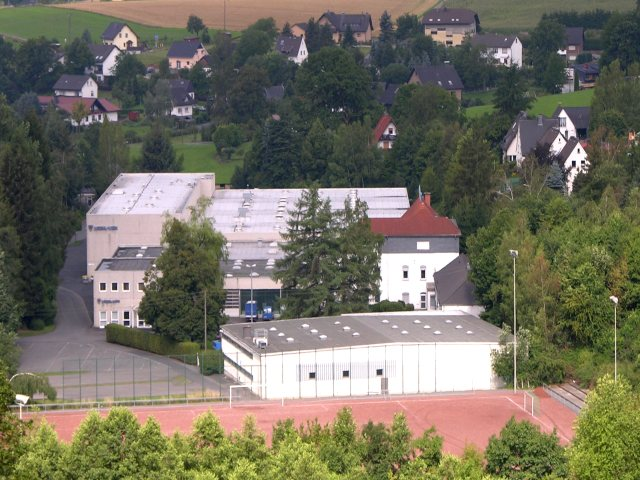
Wessel-Werk Sportplatz
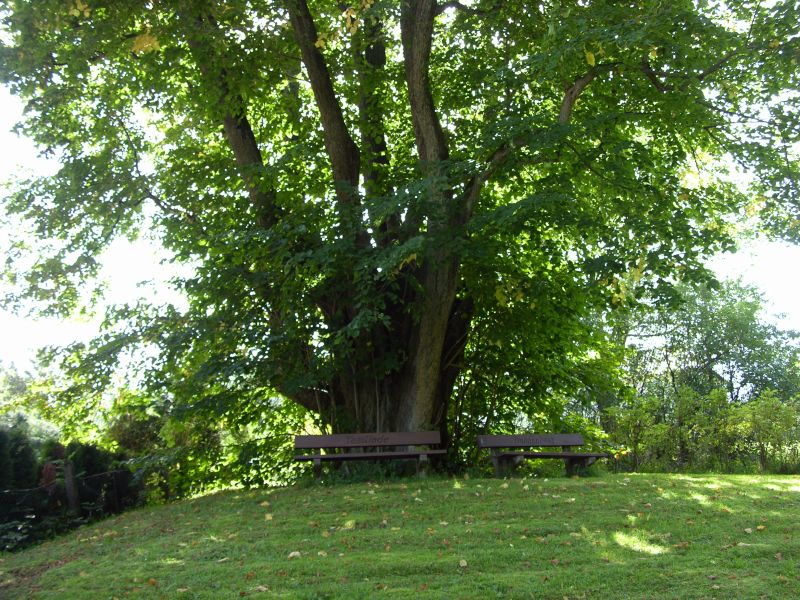
Femlinde
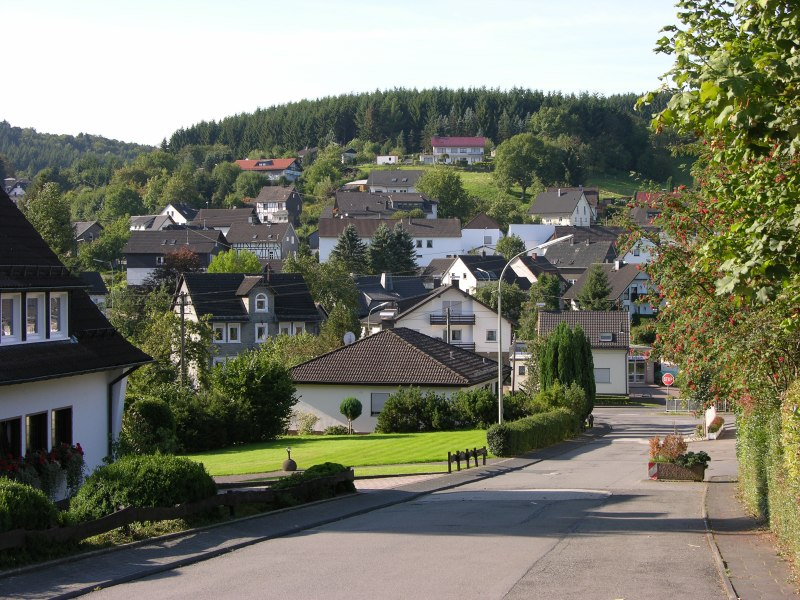
Ortsteil Bergerhof
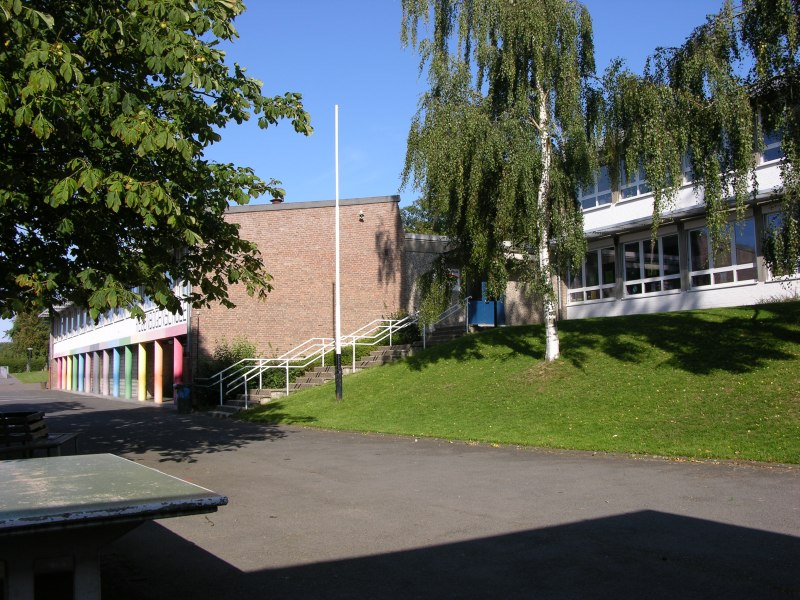
Grundschule (Regenbogenschule)